# Васт (футбольный клуб)
«Васт» (укр. Васт) — украинский футбольный клуб из Николаева.

## Названия
- 2014—2018 — «Радсад»
- 2018—2023 — «Васт»

## История
Клуб был основан в мае 2014 года, в поселке Радсад Николаевской области, местным футболистом Антоном Шиманцом (который стал игроком и главным тренером команды) и его семьёй. Коллектив получил название в честь населённого пункта, в котором базировался, а в состав входили преимущественно игроки местной ДЮСШ. В том же году команда впервые приняла участие в чемпионате Николаева. Позже спонсором клуба стало николаевское машиностроительное предприятие «Васт», а президентом клуба стал его руководитель — Станислав Тепляк. В 2018 году клуб был переименован в честь спонсора. Тогда же команда дебютировала в чемпионате Николаевской области. Клубу удалось выиграть в своей зоне и выйти в финальную часть турнира, однако в ней «Васт» занял 5 место среди шести участников. В команду был приглашён Александр Матросов в качестве главного тренера. В 2019 году клуб стал победителем первой лиги чемпионата города и серебряным призёром первой лиги чемпионата области. В 2020 году клуб стал бронзовым призёром высшей лиги чемпионата города и финалистом Кубка Николаева. В сезоне 2020/21 клуб одержал победу в высшей лиге чемпионата Любительской футбольной лиги Одесской области, дошёл до полуфинала Кубка Одесщины и завоевал Кубок Николаевской области.
В сезоне 2021/22 клуб впервые принял участие в любительском чемпионате Украины. На момент остановки турнира из-за вторжения в Украину российских войск, «Васт» занимал 4-е место в своей группе.
В 2022 году команда прошла аттестацию для участия во второй лиге чемпионата Украины. Дебютную игру на профессиональном уровне клуб провёл 5 сентября 2022 года, на номинально домашнем стадионе в Демидове обыграв «Кремень-2» со счётом 5:0. Первый гол команды во второй лиге забил Евгений Витенко. Дебютный сезон во второй лиге «Васт» завершил на 7 месте из 10 команд.
27 июня 2023 года клуб в своём инстаграме объявил о переименовании в «Николаев 1920». Позже пресс-служба клуба уточнила, что в уставные документы юридического лица, которое называлось ФК «Васт» согласно регламентным нормам были внесены изменения и таким образом было передано право для участия в чемпионате второй лиги ФК «Николаев 1920». При этом сам футбольный бренд «Васт» остался, и планирует участвовать в любительских соревнованиях города Николаева. Тем не менее, во второй лиге команда продолжила выступления под старым названием.    В октябре 2023 года, из-за задолженностей по зарплате, часть игроков отказалась выезжать на матч против запорожского «Металлурга-2», что стало для команды уже второй неявкой на игру в сезоне. В результате клуб объявил о снятии с чемпионата. 26 октября 2023 года контрольно-дисциплинарный комитет УАФ исключил клуб из числа участников второй лиги чемпионата Украины, результаты матчей с участием «Васта» были аннулированы.

## Стадион
Выступая в любительском чемпионате Украины команда проводила матчи на верхнем поле николаевского Центрального городского стадиона. В 2022 году, заявившись во вторую лигу, «Васт» перебрался на стадион «Диназ» в селе Демидов Киевской области из-за близости Николаева к зоне боевых действий и обстрелов города российскими войсками.

## Тренеры
- 2014—2020 Антон Шиманец[14][15][16]
- 2020 Владимир Жданюк и Александр Матросов[источник не указан 739 дней]
- 2021 Антон Шиманец
- 2021—2022 Артём Чорний
- 2022 Дмитрий Назаренко
- 2022—2023 Игорь Ермаков
- 2023 Артём Чорний